# 德米特里·洛茨马诺夫
德米特里·尼古拉耶维奇·洛茨马诺夫（羅馬化：Dmitriy Nikolayevich Lotsmanov；1975年3月2日—）是俄罗斯政治人物，第八届国家杜马代表。
1994年至2004年，洛茨马诺夫从事商业工作，在Kuban-Union Business公司工作，任区域代表和公司副总经理。2004年至2021年间，他在父亲创立的Kubankhleb公司工作。2004年至2008年，他担任季霍列茨克市议会代表。2017年至2021年，洛茨马诺夫担任克拉斯诺达尔边疆区立法议会代表。2021年9月起，他担任第八届国家杜马代表。
2021年，德米特里·洛茨马诺夫在《福布斯》俄罗斯最富有公务员排行榜中排名第39位。

## 制裁
洛茨马诺夫于2022年因俄乌战争而受到英国政府制裁。